# Melinis
Melinis es un género de plantas herbáceas perteneciente a la familia de las poáceas. Es originaria de las zonas tropicales de América del Sur, las Antillas,  y en Sudáfrica y Madagascar. Comprende 79 especies descritas y de estas, 22  aceptadas.

## Descripción
Son plantas perennes o anuales con tallos sólidos, decumbentes. Lígula una hilera de tricomas; láminas linear-lanceoladas, aplanadas. Hojas densamente víscido-pilosas y fuertemente aromáticas. Inflorescencia una panícula terminal. Espiguillas algo comprimidas lateralmente, oblongas, con 2 flósculos; desarticulación por debajo de las glumas, la espiguilla caediza como una unidad; glumas desiguales, membranáceas, la inferior diminuta, enervia, la superior casi tan larga como la lema inferior, recta, lanceolada, fuertemente acostillada, 2-fida, con una arista diminuta entre los lóbulos; flósculo inferior estéril; lema inferior tan larga como la gluma superior, 5-7-nervia, 2-fida, con una arista alargada entre los lóbulos; pálea inferior ausente; flósculo superior bisexual; lema superior más corta que la lema inferior, membranácea, delgada y translúcida, ovada, 1-nervia, casi tan larga como la pálea, lisa y brillante; pálea superior casi tan larga como la lema superior, similar en textura; lodículas 2; estambres 3; estilos 2. Fruto una cariopsis, fusiforme; embrión c. 1/2 la longitud de la cariopsis; hilo punteado.

## Taxonomía
El género fue descrito por Ambroise Marie François Joseph Palisot de Beauvois y publicado en Essai d'une Nouvelle Agrostographie 54. 1812. La especie tipo es: Melinis minutiflora P. Beauv. 
Etimología
El nombre del género proviene del griego meline (mijo).

## Especies
| Melinis affinis Mez Melinis ambigua Hack. Melinis angolensis Rendle Melinis arenaria Hack. Melinis argentea Mez Melinis ascendens Mez Melinis bachmannii Mez Melinis barbeyana Mez Melinis bertlingii Mez Melinis biaristata Stapf & C.E.Hubb. Melinis brachyrhynchus Mez Melinis brevipila Hack. Melinis capensis Hack. Melinis chaetophora Mez Melinis congesta Mez Melinis denudata Mez Melinis diminuta Mez Melinis drakensbergensis (C.E.Hubb. & Schweick.) Clayton Melinis eichingeri Mez Melinis ejubata Mez Melinis eylesii Stapf & C.E.Hubb. Melinis glabra Hack. Melinis goetzenii Mez Melinis gossweileri C.E.Hubb. Melinis grandiflora Hack. Melinis hirsuta Mez Melinis inamoena Pilg. Melinis intermedia Stapf & C.E.Hubb. Melinis leucantha Chiov. Melinis longicauda Mez ex Stapf & C.E.Hubb. Melinis macrochaeta Stapf & C.E.Hubb. Melinis maitlandii Stapf & C.E.Hubb. Melinis merkeri Mez Melinis microstachya Hack. Melinis minutiflora P.Beauv. Melinis mollis Stapf & C.E.Hubb. Melinis monachme Pilg. | Melinis muenzneri Mez Melinis mutica Mez Melinis nigricans Mez Melinis nitens Mez Melinis nyassana Mez Melinis otaviensis Mez Melinis pallida Stapf & C.E.Hubb. Melinis paupera Mez Melinis pulchra Mez Melinis purpurea Stapf & C.E.Hubb. Melinis rangei Mez Melinis repens (Willd.) Zizka Melinis rosea Hack. Melinis ruficoma Chiov. Melinis rupicola (Rendle) Zizka Melinis scabrida Hack. Melinis secunda Mez Melinis seineri Mez Melinis setifolia Hack. Melinis somalensis Mez Melinis stolzii Mez Melinis subglabra Mez Melinis tanatricha (Rendle) Zizka Melinis teneriffiae Hack. Melinis tenuinervis Stapf Melinis tenuissima Stapf Melinis tomentosa Rendle Melinis trichotoma Mez Melinis ugandensis Mez Melinis vestita Chiov. Melinis villosa Hack. Melinis villosipes Mez Melinis welwitschii Rendle Melinis wightii Hack. |  |